# Jean de Wavrin
Jean de Waurin o Wavrin (c. 1400-c. 1474) fue un cronista y compilador medieval francés, también fue soldado y político. Pertenecía a una familia noble de Artois y fue testigo de la batalla de Azincourt desde el lado francés, pero luego luchó en el lado anglo-borgoñón en las últimas etapas de la guerra de los Cien Años. Como historiador, compiló la primera crónica que pretendía ser una historia completa de Inglaterra, muy extensa pero en gran parte sin digerir y sin crítica. Escrito en francés, en su segunda versión se extiende desde 688 hasta 1471, aunque el período posterior agregado cubre las guerras de las Dos Rosas. muestra un fuerte sesgo hacia los aliados yorkistas de Borgoña. Estrictamente, su tema es Gran Bretaña, pero esencialmente solo se cubre Inglaterra, con una gran cantidad de eventos franceses y borgoñones también.